# Project Polaroid
The Original SoundTrack Album of Project Polaroid è un album in studio del duo hip hop Project Polaroid, composto dal rapper statunitense Kool Keith e del produttore TomC3, pubblicato il 25 aprile del 2006 e distribuito da Threshold negli Stati Uniti e da Swamp Records in Giappone.

## Tracce
Musiche di TomC3.
1. Project Polaroid – 3:24
2. Space 8000 – 3:38
3. Talk To The Romans – 3:06
4. Mechanical Mechanix (featuring Prince Po) – 2:42
5. I’m Libra – 3:22
6. Diamond District – 3:42
7. Rhyme That Quit – 3:05
8. Clubber Lang (featuring Motion Man) – 2:17
9. Uphill...Strange – 4:49
10. Digital Engineering – 2:29
11. The Overviewer – 3:56
12. Feel Me (featuring Roughneck Jihad) – 5:04
13. Midwestern Shoe Calhoun – 3:36
14. Photo Shop – 1:43

Durata totale: 46:53